# Unonopsis veneficiorum
Unonopsis veneficiorum là loài thực vật có hoa thuộc họ Na. Loài này được (Mart.) R.E. Fr. miêu tả khoa học đầu tiên năm 1937.